# Cain's Offering
Cain's Offering is een Finse powermetal supergroep, opgericht in 2007 door Jani Liimatainen nadat hij Sonata Arctica verliet. In juli 2009 verscheen hun debuutalbum, Gather The Faithful. Het werd uitgebracht door het Japanse Avalon Records. Ook werd een contract gesloten met Frontiers Records om het album uit te geven in Europa op 28 augustus en de Verenigde Staten op 11 augustus in hetzelfde jaar.

## Leden
- Timo Kotipelto (Kotipelto, Stratovarius)
- Jani Liimatainen (Altaria, Sonata Arctica)
- Mikko Harkin (Kenziner, Mehida, Solution.45, Sonata Arctica, Wingdom)
- Jukka Koskinen (Norther, Wintersun)
- Jani "Hurtsi" Hurula (Paul Di'Anno)